# Quadrula tuberosa
Quadrula tuberosa är en musselart som först beskrevs av I. Lea 1840.  Quadrula tuberosa ingår i släktet Quadrula och familjen målarmusslor. Inga underarter finns listade i Catalogue of Life.